# Croton rheophyticus
Espèce
Classification APG III (2009)
Croton rheophyticus est une espèce de plantes à fleurs du genre Croton et de la famille des Euphorbiaceae, présente à Bornéo (Sabah).